# Martín de Goiti
Martín de Goiti (1549 - 1576) foi um conquistador espanhol e um dos fundadores da cidade de Manila.
Goiti foi um dos três conquistadores que acompanharam Miguel López de Legazpi y Juan de Salcedo na conquista das Filipinas em 1565. Ele foi o líder da expedição à Manila ordenada por Legazpi em 1569. Lá, combateu em uma série de batalhas contra o rajá Solimão II de Manila, governante muçulmano local, pelo controle das terras e acabaram destruindo seu reino.

## Batalha de Manila (1570-1575)
Os espanhóis chegaram a Luzon em 8 de maio de 1570 e acamparam às margens da baía de Manila durante várias semanas, enquanto que fingia querer formar uma aliança com os governantes muçulmanos. Contudo, Goiti tinha outros planos e havia feito que os nativos acreditassem que estavam apenas de visita e permaneceriam durante um curto período.
Em 24 de maio de 1570, os combates irromperam entre os dois grupos. Goiti marchou com seus 300 soldados em terra, até Tondo onde se encontravam milhares de nativos defensores. Ali, derrotou e matou Solimão, Lakandula e as forças de Matanda. Goiti prendeu os governantes, torturou e executou os que se negaram a aceitar a dominação espanhola.
Goiti e Salcedo marcharam com seus exércitos até o rio Pasig e tomaram a cidade de Manila em 6 de junho de 1570, ateando fogo à terra e matando a mais nativos da região.
Depois da batalha, a guerra continuou por mais dez meses. Os espanhóis construíram fortificações na zona e levantaram a Fortaleza de la Fuerza de Santiago, que se converteu em seu posto avançado. Algumas forças espanholas foram obrigadas a buscar refúgio em suas frotas na baía de Manila, quando a luta se intensificou.
Os espanhóis pressionaram e obtiveram o controle total dos assentamentos em 24 de junho de 1571, após a chegada de Legazpi a Manila, que de concordou com um acordo de paz.
A conquista de Goiti abriu o caminho para o estabelecimento de Manila como um permanente assentamento espanhol e cidade capital das Filipinas. Mais tarde explorou Pampanga, Pangasinán e fundou várias cidades de Luzón entre 1571 e 1573.

## Guerra contra os Piratas Chineses
Goiti lutou na guerra contra a invasão de 3000 piratas chineses e guerreiros liderados pelo corsário Lim ah hong, que assediaram a Forataleza de la Fuerza de Santiago e a cidade de Manila no começo de 1574. Goiti foi assassinado por Lim ah hong, que massacrou a maioria dos espanhóis na cidade.
A maioria dos reforços espanhóis chegaram Vigan e Cebu. O segundo em comando (depois de Martín de Goiti), Juan de Salcedo, deixou Ilocos Sur, depois de escutar a notícia viajou a Manila, onde descobriu que a cidade havia sido capturada pelos piratas chineses. As forças de Salcedo atacaram e expulsaram os piratas de Manila. Lim ah hong e os soldados sobreviventes se retiraram para Pangasinán, onde começaram a reorganizar suas forças.
Em 1575, o exército de Salcedo marchou ao norte de Pangasinán, à procura dos piratas e os sitiou por três meses. Os espanhóis capturaram Lim ah hong e suas tropas, juntamente com seus buques, no rio de Pangasinán, executando-os posteriormente.

## Legado
Goiti jaz em uma tumba dentro da Igreja de Santo Agostinho, em Intramuros.